# Geräuschpegelabstand
Als Geräuschpegelabstand (früher auch bewerteter Eigenstörspannungsabstand) bezeichnet man die Differenz zwischen dem Bezugsschalldruckpegel von 94 dB (entsprechend einem absoluten Schalldruck von 1 Pascal) und dem Ersatzgeräuschpegel. Im Gegensatz zum Ersatzgeräuschpegel bedeutet ein niedriger Wert hier stärkeres Rauschen des Mikrofons und damit geringere Aussteuerungsfähigkeit.